# Opération Southern Watch

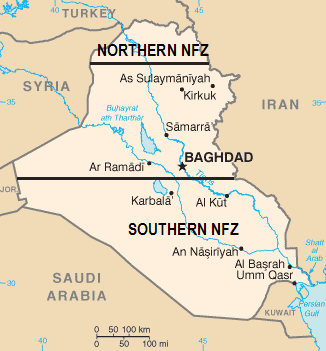
Les zones d’exclusion aérienne en Irak.

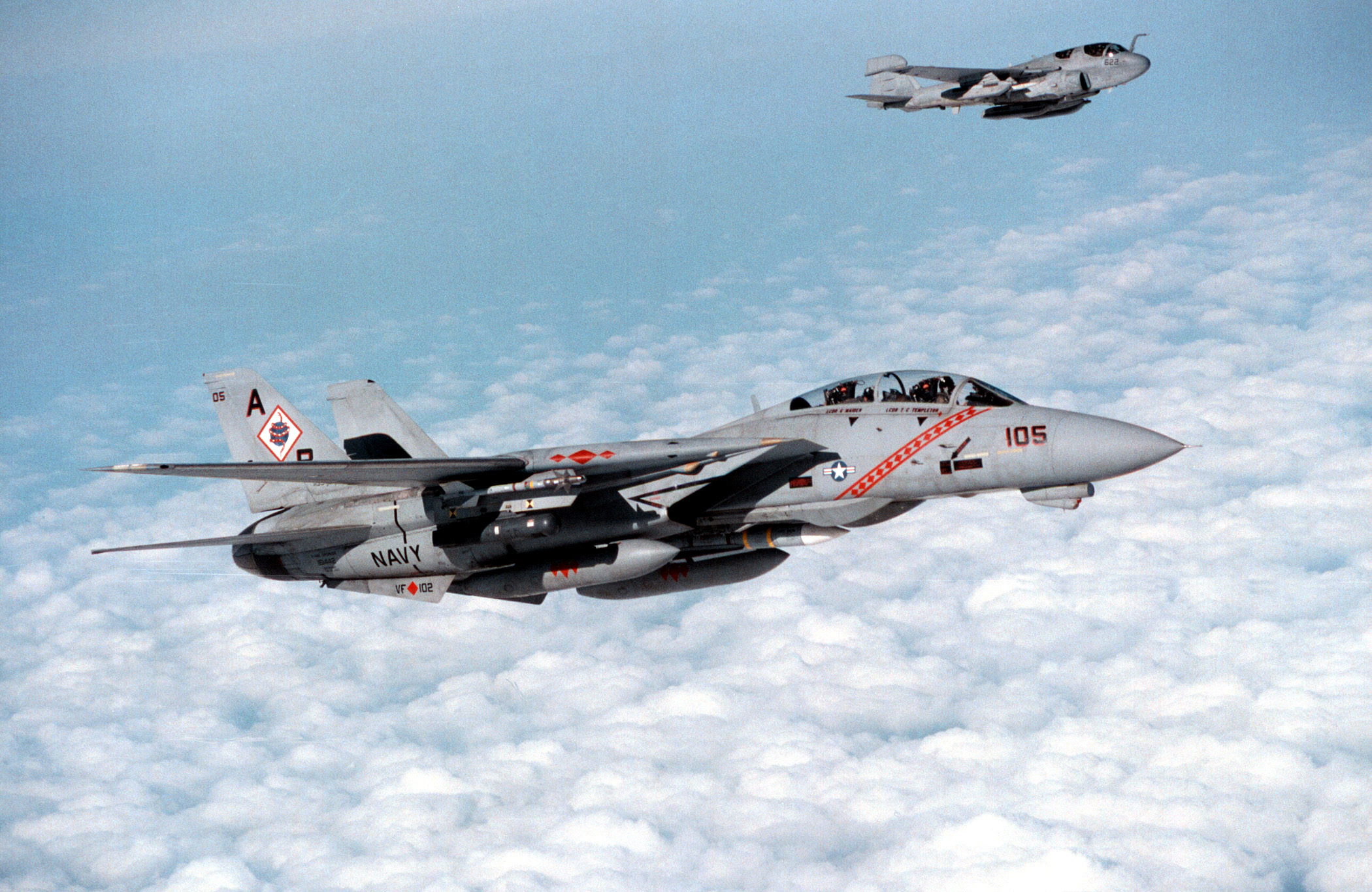
Un F-14B et un Grumman EA-6B Prowler de l'US Navy au-dessus de l'Irak en 1998.

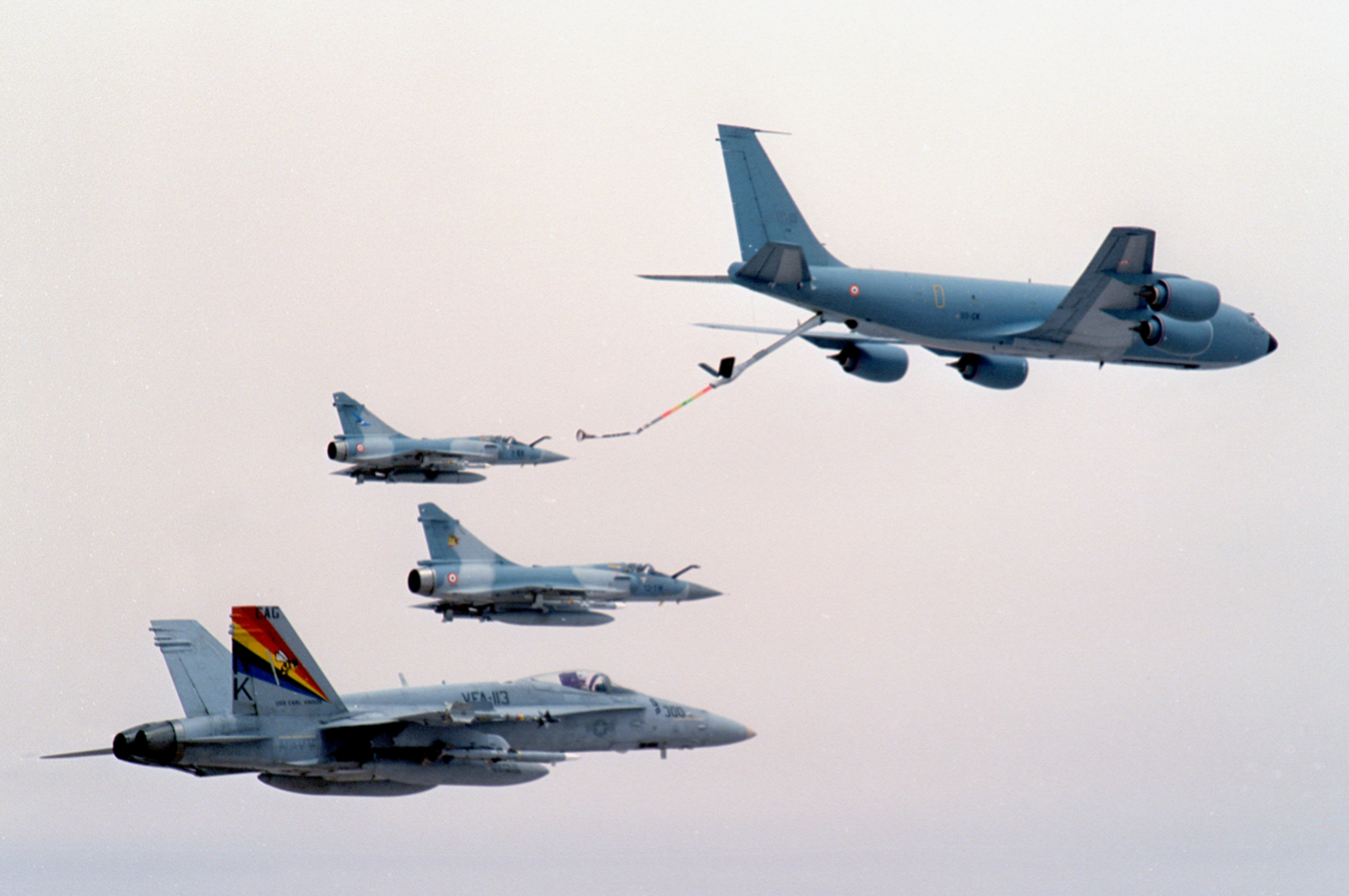
Un C-135FR de l'escadre de ravitaillement en vol 91 Bretagne ravitaillant 2 Mirage 2000 français et un F/A-18 américain durant l'opération Southern Watch (23 avril 1994).

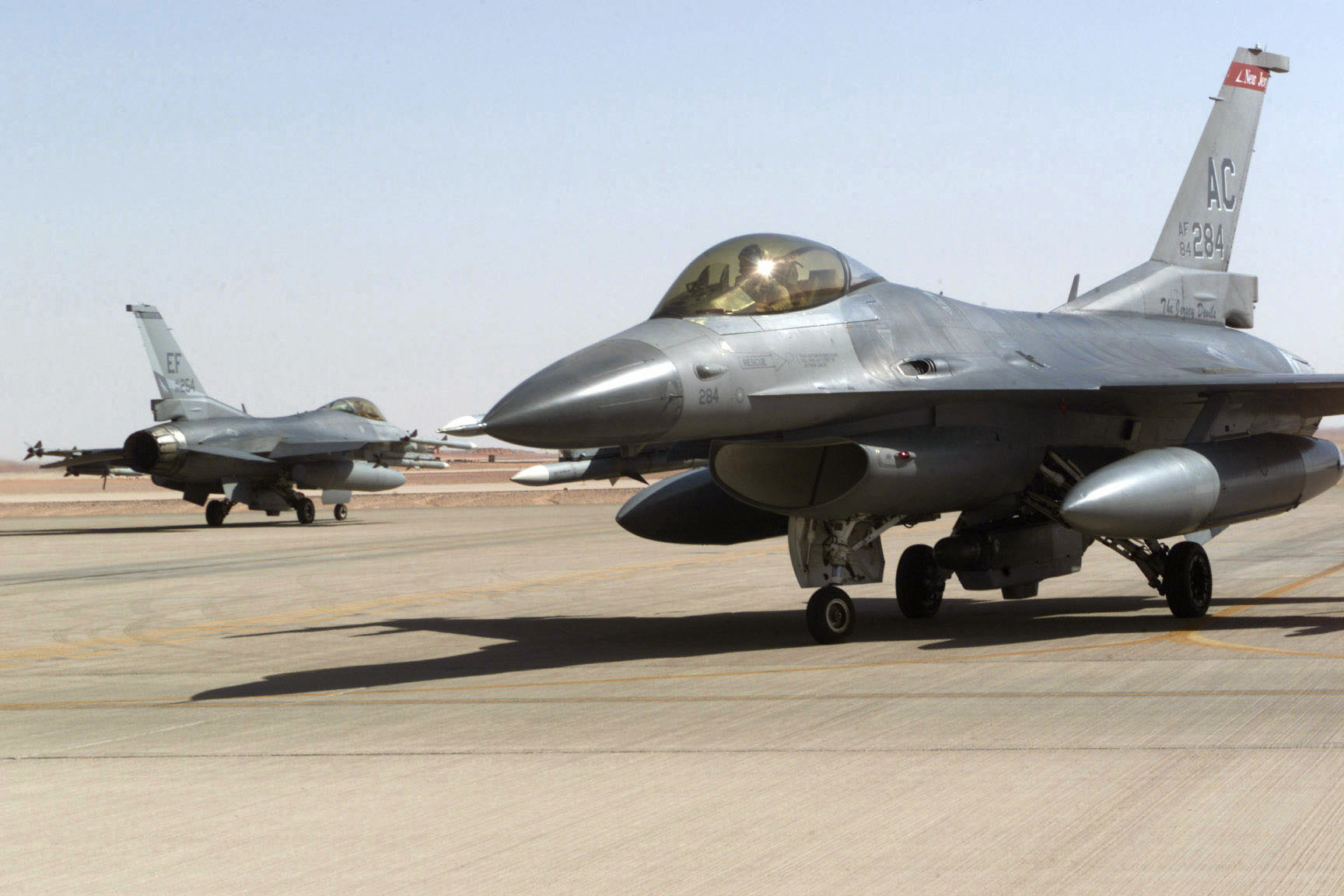
Deux F-16 Fighting Falcon américains se préparent à décoller d'une base aérienne d'Arabie saoudite dans le cadre de Southern Watch en 2000.

L'opération Southern Watch est une zone d'exclusion aérienne menée à la suite de la guerre du Golfe du 26 août 1992 au 19 mars 2003 par les États-Unis, le Royaume-Uni, l'Arabie saoudite et la France (jusqu'en décembre 1998) afin de contrôler l'espace aérien irakien au sud du 32e parallèle nord (étendue jusqu'au 33e parallèle nord en 1996).

## Déroulement
Elle est la conséquence de la résolution 688 du Conseil de sécurité des Nations unies d'avril 1991 et prit fin avec l'invasion de l'Irak par les États-Unis en 2003.
Impliquant 6 000 personnels alliés, 3 drones MQ-1 Predator furent détruits durant l'opération et 19 pilotes américains périrent lors de l'attentat des tours de Khobar en Arabie saoudite le 25 juin 1996. De nombreux systèmes de défense aérienne de l'armée irakienne furent mis hors de combat et 1 MiG-25 Foxbat irakien ayant violé la zone d'exclusion aérienne fut abattu par l'US Air Force. 175 civils furent tués et 500 autres blessés au cours de l'opération Southern Watch[réf. nécessaire].